# István Tamássy
István Tamássy   (Hongria, 7 d'agost de 1911 - 30 de maig de 1994) va ser un davanter de futbol hongarès que va formar part de l'equip hongarès a la Copa del Món de 1934. També va jugar al Újpest FC.